# 王公廟 (臺南市)
王公廟，是臺灣臺南市新營區的一個傳統地域名稱，位於該區東北半葉的中部偏東，並延伸至其東南部邊界。相較於今日行政區，其範圍大致包括忠政里東半部不含東北端、民權里東北端、大宏里、中營里東北大半部不含其北部、土庫里南部凸出部分的西南端、新東里不含東北部、埤寮里南部邊界地帶的中偏東段、王公里不含北端，以及柳營區的太康里北部凸出部分的北端。

## 歷史
台灣日治初期，王公廟地區為一街庄，稱為「王公廟庄」，隸屬於下茄苳南堡。該庄昔日北與許丑庄、埤藔庄為鄰，東北與卯舍庄為鄰，東與土庫庄為鄰，南邊東段為頂窩庄、五軍營庄，南邊西段及西邊為新營庄。
1901年（日治明治三十四年）11月11日，全台廢縣廳改設二十廳，該庄隸屬於鹽水港廳。1904年（明治三十七年）4月1日，該庄編入「新營區」，隸屬於鹽水港廳。1906年（明治三十九年）4月1日，鹽水港廳內管轄區域調整，該庄仍隸屬於「新營區」。1909年（明治四十二年）10月25日，全台合併二十廳為十二廳，新營區改隸屬於嘉義廳。1920年（大正九年）10月1日，全台地方制度大改正，廢十二廳改設五州二廳，該庄改制為「王公廟」大字，隸屬於臺南州新營郡新營庄。1933年（昭和八年）12月，新營庄升格為新營街。
戰後新營街改制為新營鎮，隸屬於臺南縣，大字亦改制為里。1950年10月25日，雲、嘉、南分治，新營鎮仍隸屬於臺南縣。1981年12月25日，新營鎮改制為新營市。2010年12月25日，臺南縣、市合併為直轄臺南市，新營市改制為新營區。

## 聚落
本地區發展較早的聚落為王公廟，在日治期初期的官方地圖上已有記載。

## 交通
台鐵縱貫線是台灣西部南北向鐵路幹線，經過本地區中部偏東地帶，並在南側邊界外不遠處設有新營車站。該站屬一等站，停靠部分自強號及全部莒光號、區間快車、區間車；由此可前往台鐵沿線各站。
省道台1線又稱「縱貫公路」，是臺北至楓港的傳統平面幹道，經過本地區中部偏東地帶，並與鐵路併行且位於其東側。由該道路北行可前往後壁區、嘉義縣水上鄉、嘉義市、嘉義縣民雄鄉等地，南行可前往柳營區、六甲區、官田區、善化區等地。
市（縣）道172號是布袋至澐水的道路，經過本地區北部中央凸出部分（外環道）。由該道路西行可前往國道1號新營交流道、鹽水區、嘉義縣義竹鄉、布袋鎮，並止於布袋市區；東行可前往後壁區南部、白河區、嘉義縣中埔鄉，並止於省道台3線路口。
區道南314線是新營至東山的道路，其西側端點（起點）位於本地區南部凹入部分邊界地帶的省道台1線路口。

## 學校
- 國立新營高級工業職業學校
- 臺南市私立興國高級中學
- 臺南市立新東國民中學
- 臺南市新營區新泰國民小學
- 臺南市新營區新進國民小學

## 廟宇
- 新營同濟宮：又稱「王公廟」，為地名的起源